# Số Morphy

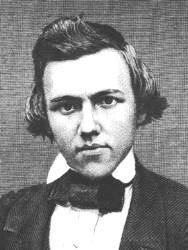
Paul Morphy

Số Morphy mô tả độ "gần" của một kỳ thủ cho đến Paul Morphy (1837–1884) trong cờ vua. Những người chơi cờ trực tiếp với Morphy có số Morphy bằng 1. Những người chơi không chơi trực tiếp với Morphy nhưng với ai đó có số Morphy bằng 1 sẽ có số Morphy bằng 2. Những người chơi với người có số Morphy bằng 2 sẽ có số Morphy bằng 3, vân vân...
Ý tưởng này rất giống với Số Erdős cho toán học và Số Bacon cho điện ảnh. Ví dụ, Viswanathan Anand, một trong những kỳ thủ nổi tiếng hiện nay, có số Morphy bằng 5: Anand đã chơi với Efim Geller (số Morphy bằng 4), người đã chơi với Salo Flohr (số Morphy bằng 3), người đã chơi với Géza Maróczy (số Morphy bằng 2), người đã chơi với John Owen (số Morphy bằng 1), người đã chơi trực tiếp với Morphy. Taylor Kingston phát biểu rằng ý tưởng về Số Morphy có thể bắt nguồn từ tháng 6 năm 2000 bởi Tim Krabbé, người có số Morphy bằng 4.

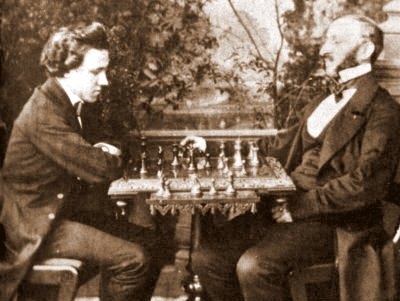
Morphy và Löwenthal, người có Số Morphy bằng 1

Cho đến năm 2015, Leonard Barden, Pal Benko, Arthur Bisguier, Melvin Chernev, Dennis Horne, Borislav Ivkov, Erik Karklins, Franciscus Kuijpers, Aleksandar Matanović, Friðrik Ólafsson, Jonathan Penrose, Oliver Penrose, Arturo Pomar, và Peter Swinnerton-Dyer được biết đến là những người có số Morphy bằng 3 còn sống.
Nay, rất nhiều kỳ thủ có số Morphy bằng 6 hoặc cao hơn.

## Số Morphy của những người nổi tiếng
Có khá nhiều người quan trọng trong việc tạo ra liên kết Số Morphy.

### Số Morphy bằng 1
Morphy được biết đến là đã chơi cờ với khoảng 100 người, nhưng tất cả liên kết được biết cho tới ngày hôm nay cho những người có Số Morphy bằng 2 chỉ thông qua 5 người sau đây. Một vài người Ireland thông qua Rev. Dr George Salmon, người đã chơi trong một cuộc thi cờ vua bịt mắt của Morphy.
| - Adolf Anderssen - Henry Bird - James Mortimer | - John Owen - Louis Paulsen - Other opponents |

### Số Morphy bằng 2
Tất cả những người trong số này đều đã chơi cờ với những người trong nhóm trước. Một vài người quan trọng nhất được liệt kê ở danh sách dưới đây. Tartakower thua Mortimer hồi bắt đầu sự nghiệp, kéo dài đến quá Chiến tranh thế giới thứ hai, tạo điều kiện cho rất nhiều người trẻ tuổi đạt được Số Morphy bằng 3.
| - Semyon Alapin - Ossip Bernstein - Joseph Blackburne - Amos Burn - Mikhail Chigorin - Eugene Ernest Colman - Isidor Gunsberg - David Janowski - S. Lipschütz | - Emanuel Lasker - George Mackenzie - James Mason - Jacques Mieses - Géza Maróczy - Reginald Michell - Harry Pillsbury - Carl Schlechter | - Edward Guthlac Sergeant - Jackson Showalter - Wilhelm Steinitz - Siegbert Tarrasch - Savielly Tartakower - Richard Teichmann - Szymon Winawer - Eugene Znosko-Borovsky - Johannes Zukertort |

### Số Morphy bằng 3
Đa số các kỳ thủ trong số này đã chơi với một vài người của nhóm trước. Nhóm này bao gồm cả một số người quan trọng nhất trong việc tạo ra liên kết cho nhóm sau. Botvinnik và Reshevsky đã chơi với Lasker và Janowski, với sự nghiệp dài, và chơi cờ với nhiều người trẻ tuổi hơn. Najdorf vốn là học trò của Tartakower một lượng lớn các trận đấu thời bấy giờ, và Najdorf đã đánh cờ cho kết những năm 80 tuổi, làm cho rất nhiều người trẻ hơn đạt được số 4. C.J.S. Purdy từng chơi vớiTartakower (2), tạo điều kiện cho rất nhiều người Australia đạt được số 4. Vào tháng 3,2015, ít hơn 15 người vẫn còn sống.
| - James Macrae Aitken - Alexander Alekhine - Conel Hugh O'Donel Alexander - Leonard Barden - Pal Benko - Arthur Bisguier - Efim Bogolyubov - Fedor Bogatyrchuk - Mikhail Botvinnik - David Bronstein - José Raúl Capablanca - Martin Christoffel - Arnold Denker - Marcel Duchamp - Oldřich Duras - Erich Eliskases | - Max Euwe - William Fairhurst - Reuben Fine - Salo Flohr - Svetozar Gligorić - Borislav Ivkov - Paul Keres - George Koltanowski - Čeněk Kottnauer - Franciscus Kuijpers - Kick Langeweg - Bent Larsen - Edward Lasker - Andor Lilienthal - Frank Marshall - Stuart Milner-Barry | - Miguel Najdorf - Aron Nimzowitsch - Friðrik Ólafsson - Jonathan Penrose - Arturo Pomar - Lodewijk Prins - C.J.S. Purdy - Samuel Reshevsky - Akiba Rubinstein - Friedrich Sämisch - Rudolf Spielmann - Herman Steiner - Milan Vidmar - Robert Wade - Norman Whitaker - Baruch Harold Wood |

### Số Morphy bằng 4
Rất nhiều người vẫn còn sống, một vài vẫn tiếp tục sự nghiệp đánh cờ.
| - Ulf Andersson - Yuri Averbakh - Alexander Beliavsky - Isaac Boleslavsky - Donald Byrne - Mark Dvoretsky - Bobby Fischer - Semyon Furman - Efim Geller - Vlastimil Hort - Robert Hübner - Ljubomir Ljubojević | - Anatoly Karpov - Garry Kasparov - Ratmir Kholmov - Viktor Korchnoi - Alexander Kotov - Gary Lane - Tony Miles - Bruce Pandolfini - Tigran Petrosian - Susan Polgar - Lev Polugaevsky - Lajos Portisch - Hans Ree - Ortvin Sarapu | - Jonathan Sarfati - Yasser Seirawan - Nigel Short - Vasily Smyslov - Boris Spassky - László Szabó - Mark Taimanov - Mikhail Tal - Jan Timman - Rafael Vaganian - Walter Browne |

### Số Morphy bằng 5
Rất nhiều kiện tướng hiện nay trong nhóm này.
| - Michael Adams - Viswanathan Anand - Magnus Carlsen - Nigel Davies - Boris Gelfand - Mikhail Gurevich - Vassily Ivanchuk - Gata Kamsky - Rustam Kasimdzhanov | - Alexander Khalifman - Vladimir Kramnik - Joël Lautier - Péter Lékó - Karsten Müller - Predrag Nikolić - John Nunn - Judit Polgár | - Ruslan Ponomariov - Zoltán Ribli - Valery Salov - Alexei Shirov - Jon Speelman - Peter Svidler - Veselin Topalov - Artur Yusupov |

## Tham chiếu
1. 1 2 3 4 5 6 7  Your Morphy Number is Up, by Taylor Kingston, PDF
2. 1 2  Playing the Morphy Number Game, by Tim Harding, PDF
3. ↑  Tim Krabbé - see item #67
4. 1 2 3  Frederick Rhine, Fun with Morphy Numbers
5. ↑  Barden's comments to Tim Harding, Playing the Morphy Number Game Lưu trữ ngày 6 tháng 6 năm 2011 tại Wayback Machine, chesscafe.com, 2010.
6. ↑  Edward Winter, Chess Note 6614, ngày 11 tháng 6 năm 2010. Truy cập ngày 15 tháng 9 năm 2010.
7. ↑  Played James Mortimer in the City of London Championship of 1910/11.
8. ↑  Played James Mortimer in several City of London Championships from 1906 to 1910.
9. ↑  JM Aitken beat Savielly Tartakower at Southsea in 1949
10. ↑  Čeněk Kottnauer played Tartakower at the Staunton Memorial Tournament, Groningen 1946.
11. 1 2  Played Ossip Bernstein at the 1961 IBM Amsterdam tournament.
12. ↑  Robert Wade played Savielly Tartakower twice, in 1951 (Staunton Memorial) and 1953 (Hastings). He also defeated Ossip Bernstein at the IBM Amsterdam tournament in 1961.
13. ↑  Played Eugene Znosko-Borovsky at Baam in 1947.